# Коламбус-Сіті (Айова)
Коламбус-Сіті (англ. Columbus City) — місто (англ. city) в США, в окрузі Луїза штату Айова. Населення — 392 особи (2020).

## Географія
Коламбус-Сіті розташований за координатами 41°15′33″ пн. ш. 91°22′29″ зх. д. / 41.25917° пн. ш. 91.37472° зх. д. (41.259277, -91.374690).  За даними Бюро перепису населення США в 2010 році місто мало площу 0,62 км², уся площа — суходіл.

## Демографія
Згідно з переписом 2010 року, у місті мешкала 391 особа в 146 домогосподарствах у складі 99 родин. Густота населення становила 632 особи/км².  Було 155 помешкань (251/км²).
Расовий склад населення:
| - 74,2 % — білих - 3,1 % — азіатів - 22,0 % — осіб інших рас |

До двох чи більше рас належало 0,8 %. Частка іспаномовних становила 41,9 % від усіх жителів.
За віковим діапазоном населення розподілялося таким чином: 27,6 % — особи молодші 18 років, 56,8 % — особи у віці 18—64 років, 15,6 % — особи у віці 65 років та старші. Медіана віку мешканця становила 38,1 року. На 100 осіб жіночої статі у місті припадало 99,5 чоловіків;  на 100 жінок у віці від 18 років та старших — 106,6 чоловіків також старших 18 років.
Середній дохід на одне домашнє господарство  становив 54 444 долари США (медіана — 56 103), а середній дохід на одну сім'ю — 59 950 доларів (медіана — 58 125). За межею бідності перебувало 9,2 % осіб, у тому числі 13,7 % дітей у віці до 18 років та 0,0 % осіб у віці 65 років та старших.
Цивільне працевлаштоване населення становило 232 особи. Основні галузі зайнятості: виробництво — 36,2 %, освіта, охорона здоров'я та соціальна допомога — 19,8 %, транспорт — 9,5 %, науковці, спеціалісти, менеджери — 6,9 %.